# Byphasse
Byphasse est une entreprise de  cosmétique et d´hygiène. Son siège social se situe à Barcelone
(Espagne). Ses produits sont distribués dans plus de 100 pays dans le monde.

## Histoire
L´origine de Byphasse remonte à 1996, lorsque Didier Petitot crée la SARL Dober. 
En 1999, il crée la marque Byphasse afin de rendre accessible le monde de la beauté.
En 2011, la marque est distribuée dans plus de 50 pays dans le monde (Europe, Afrique, Asie, Amérique) et propose plus de 100 produits.
Aujourd'hui, Byphasse est présente dans plus de 100 pays et propose plus de 175 produits d'hygiène.

## Produits
Les produits Byphasse se décomposent en 5 grandes familles de soins ,: 
- Les soins capillaires:shampooings, après-shampooings, masques capillaires.
- Les soins du visage: crèmes, démaquillants, lingettes, soins spécifiques.
- Les soins des mains: savons, crèmes.
- Les soins du corps: gel douche, déodorants, crèmes, laits corporels, soins spécifiques.
- Les soins pour bébé: lingettes, lait de toilette.